# Karl Steiniger

Karl Steiniger

Karl Friedrich Steiniger (* 23. November 1864 in Nosbach; † 12. September 1947 in Waldbröl) war ein deutscher Jurist, Verwaltungsbeamter und Politiker (DNVP).

## Leben und Beruf
Steiniger besuchte die Volksschulen in Nosbach und Linden sowie das Evangelisch Stiftische Gymnasium Gütersloh, wo er 1884 auch die Reifeprüfung ablegte. Er nahm ein Studium der Theologie und Philosophie sowie der Rechts- und Staatswissenschaften an den Universitäten in Basel und Berlin auf, das er 1888 mit dem ersten juristischen Staatsexamen beendete. Anschließend war er als Referendar am Kammergericht tätig. Er promovierte 1889 an der Friedrich-Wilhelms-Universität zu Berlin (heute Humboldt-Universität) zum Dr. jur., arbeitete seit 1890 als Regierungsreferendar in Potsdam und bestand 1893 das zweite juristische Staatsexamen. Danach war er fünf Jahre lang als Regierungsassessor im Landkreis Teltow tätig, bis er 1899 in gleicher Funktion zur sächsischen Provinzialregierung nach Magdeburg wechselte.
Steiniger arbeitete seit 1900 als Regierungsassessor beim Potsdamer Oberpräsidenten und von 1901 bis 1904 in der Abteilung I des preußischen Finanzministeriums. Er erhielt 1904 die Ernennung zum Regierungsrat, war dann als solcher beim Oberpräsidium in Breslau tätig und wurde 1905 Kämmerer von Berlin. Von 1912 bis zu seiner Pensionierung 1918 fungierte er als Verbandsdirektor des Verbandes Groß-Berlin mit Sitz in Berlin-Friedrichshagen. Nach 1933 wirkte er als Rathauskommissar in Berlin.

## Politik
Steiniger kandidierte mit einer nach ihm benannten Liste bei der Wahl zur Stadtverordnetenversammlung von Groß-Berlin 1920 und gewann zwei Mandate. Später trat er in die Deutschnationale Volkspartei (DNVP) ein und war von 1921 bis 1933 Mitglied des Preußischen Staatsrates sowie weiterhin der Berliner Stadtverordnetenversammlung. Bei der Reichstagswahl im Mai 1924 wurde er in den Deutschen Reichstag gewählt, dem er bis September 1930 angehörte. Im Parlament vertrat er den Wahlkreis 4 (Potsdam I).

## Werke

### Monografien
- Voraussetzungen und Rechtswirkungen der Entmündigung des Verschwenders nach gemeinem Recht. Verlag von H. W. Müller, Berlin 1890 (mpg.de).
- Groß Berlins Zukunft. Ein Beitrag vom Verbandsdirektor Dr. Steiniger. Verlag von G. A. Schroeder & Co., Berlin 1917 (zlb.de).

#### Mitwirkung
- Vorwort in: Albert Bovenschen: Das Kieler Agrarprogramm der Sozialdemokratischen Partei Deutschlands. Verlag des Schutzverbandes für Deutschen Grundbesitz, Berlin 1928.